# Coucou de Salvadori
Espèce
Statut de conservation UICN

 LC  : Préoccupation mineure
Le Coucou de Salvadori (Chalcites crassirostris) est une espèce d'oiseaux de la famille des Cuculidae.
Il peuple les îles Tayandu, Kei et Tanimbar.
Plusieurs travaux de recherches menés par Payne et Collar ont temporairement démontré quelle était conspécifique au Coucou menu.